# Necessidade e coação
Necessidade e coação (compulsão) são defesas diferentes em um caso criminal. A defesa de coação aplica-se quando outra pessoa ameaça dano iminente se o réu não agiu para cometer o crime. A defesa da necessidade aplica-se quando o réu é forçado por circunstâncias naturais a escolher entre dois males, sendo o ato criminoso o mal menor.